# Bahnstrecke Ludwigsstadt–Lehesten
| |                      |                                   |                                   |
| Streckennummer: | 5015                 |                                   |                                   |
| Kursbuchstrecke (DB): | 414z                 |                                   |                                   |
| Kursbuchstrecke: | 414z (1946)          |                                   |                                   |
| Streckenlänge: | 7,6 km               |                                   |                                   |
| Spurweite: | 1435 mm (Normalspur) |                                   |                                   |
| Maximale Neigung: | 31,3 ‰               |                                   |                                   |
| Minimaler Radius: | 150 m                |                                   |                                   |
| |                      |                                   |                                   |
| \| \| \| von Probstzella \| \| \| \| 0,0 \| Ludwigsstadt \| 457 m \| \| \| \| Trogenbachbrücke (200 m) \| \| \| \| \| nach Hochstadt-Marktzeuln \| \| \| \| 0,2 \| Anschluss WELA \| Anschluss WELA \| \| \| \| Haßbachviadukt \| \| \| \| \| Loquitzviadukt (35 m) \| \| \| \| 5,3 \| Landesgrenze Bayern/Thüringen \| Landesgrenze Bayern/Thüringen \| \| \| \| Straßenüberführung \| \| \| \| \| Anschlussbahn Steinbruch Lehesten \| \| \| \| 7,6 \| Lehesten \| 635 m \| |                      |                                   |                                   |
| Strecke |                      | von Probstzella                   | von Probstzella                   |
| Bahnhof | 0,0                  | Ludwigsstadt                      | 457 m                             |
| Brücke |                      | Trogenbachbrücke (200 m)          | Trogenbachbrücke (200 m)          |
| Abzweig ehemals geradeaus und nach rechts |                      | nach Hochstadt-Marktzeuln         | nach Hochstadt-Marktzeuln         |
| Abzweig geradeaus und nach links (Strecke außer Betrieb) | 0,2                  | Anschluss WELA                    | Anschluss WELA                    |
| Brücke (Strecke außer Betrieb) |                      | Haßbachviadukt                    | Haßbachviadukt                    |
| Brücke (Strecke außer Betrieb) |                      | Loquitzviadukt (35 m)             | Loquitzviadukt (35 m)             |
| Grenze (Strecke außer Betrieb) | 5,3                  | Landesgrenze Bayern/Thüringen     | Landesgrenze Bayern/Thüringen     |
| Strecke mit Straßenbrücke (Strecke außer Betrieb) |                      | Straßenüberführung                | Straßenüberführung                |
| Abzweig geradeaus und von rechts (Strecke außer Betrieb) |                      | Anschlussbahn Steinbruch Lehesten | Anschlussbahn Steinbruch Lehesten |
| Kopfbahnhof Streckenende (Strecke außer Betrieb) | 7,6                  | Lehesten                          | 635 m                             |

Die Bahnstrecke Ludwigsstadt–Lehesten, auch Schieferbahn genannt, war eine im oberfränkischen Ludwigsstadt von der Frankenwaldbahn abzweigende Nebenbahn ins südthüringische Lehesten. Sie wurde in Thüringen 1951, in Bayern im Jahr 1971 stillgelegt.

## Geschichte
Zwei Monate nach der Fertigstellung der Frankenwaldbahn wurde im Jahr 1885 die 7,6 Kilometer lange Sekundärbahn von Ludwigsstadt nach Lehesten eröffnet. Insbesondere die Steinbrüche in Lehesten, die im Jahr 1880 646.226 Zentner Dach- und Hausschiefer sowie Schiefertafeln herstellten, waren an dem Bahnanschluss interessiert. Für die Strecke war ein Staatsvertrag zwischen dem Königreich Bayern und dem Herzogtum Sachsen-Meiningen notwendig, der am 16. Juni 1884 geschlossen wurde. Der größte Teil der Finanzierung (0,515 Millionen Mark) wurde durch Sachsen-Meiningen geleistet, Bau und Betrieb der Nebenbahn erfolgten durch die Bayerische Staatsbahn. Baubeginn war im September 1884, die Eröffnung der fertigen Strecke erfolgte am 1. Dezember 1885.

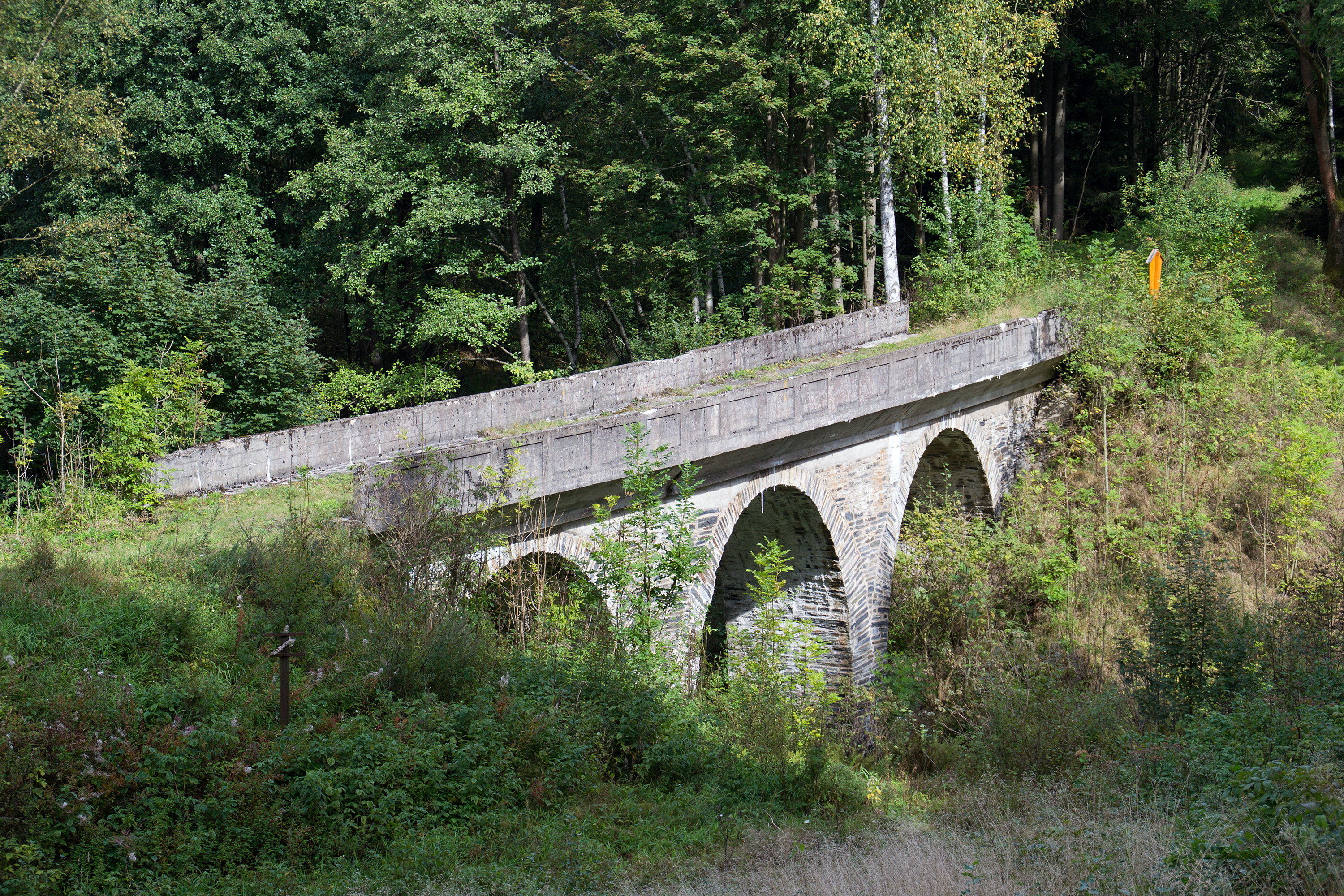
Loquitzviadukt an der Landesgrenze Bayern/Thüringen

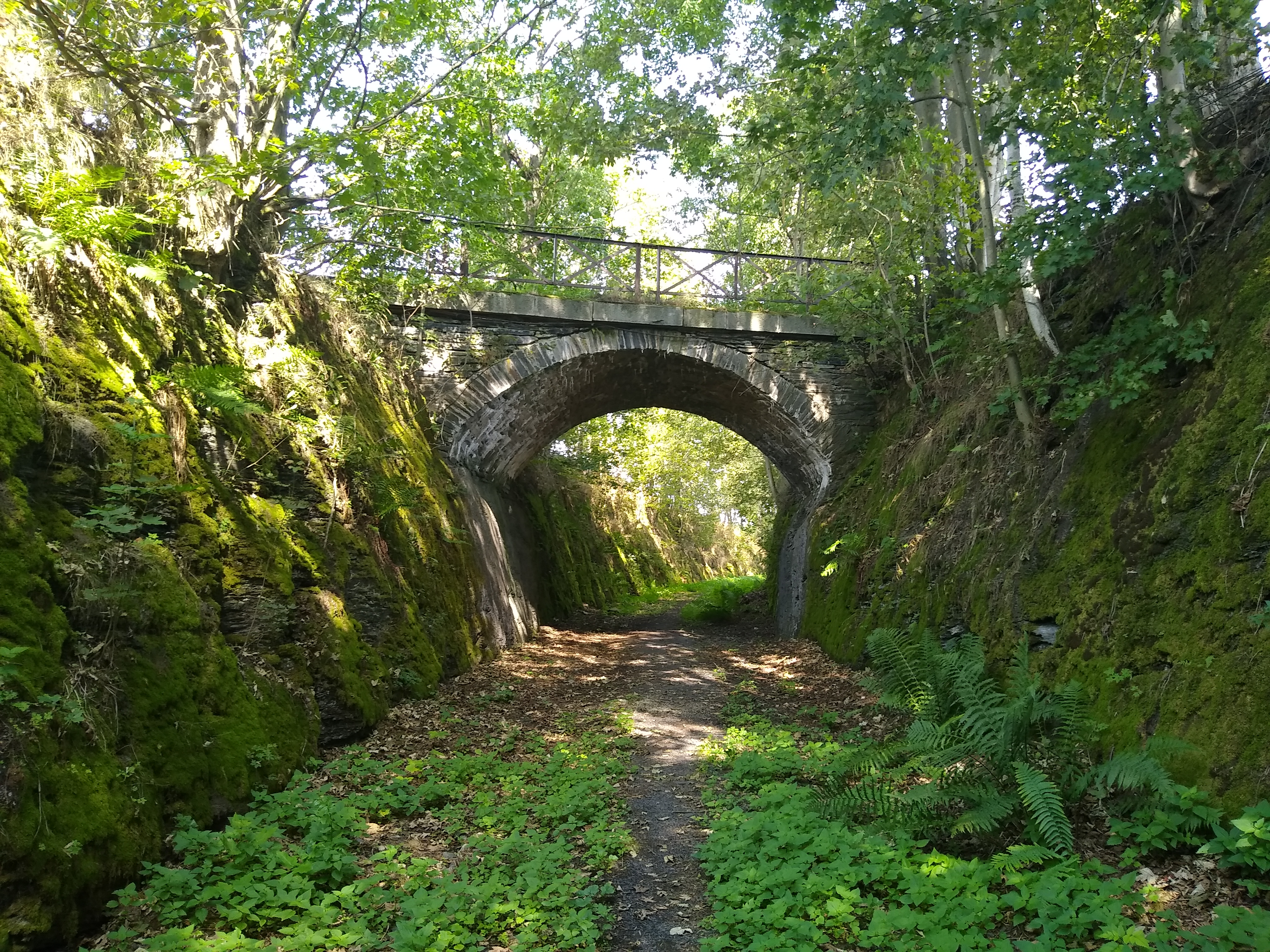
Straßenüberführung in Thüringen

Die Bahnstrecke zweigte in Ludwigsstadt südlich der Trogenbachbrücke in Richtung Osten von der Frankenwaldbahn ab und folgte dem Verlauf von Loquitz und Aue. 5,3 Kilometer lagen auf bayerischem und 2,3 Kilometer auf thüringischem Gebiet. Als größere Kunstbauwerke waren das Haßbachviadukt in Ludwigsstadt, das Loquitzviadukt an der Landesgrenze Bayern/Thüringen und eine Straßenüberführung in Thüringen notwendig.
In Lehesten zweigte ab 1886 eine 2,6 km lange Anschlussbahn zum Steinbruch ab, die eine Steigung von bis zu 8 % hatte und auf 1,3 km Länge über eine Zahnstange System Abt verfügte. Sie wurde bis 1951 betrieben. Am Bahnhof Lehesten endete ebenfalls eine Feldbahn mit 690 mm Spurweite zum Schieferbruch Schmiedebach, die ebenfalls über einen Zahnstangenabschnitt System Abt verfügte.
Bis 1945 verkehrten im Regelfall täglich vier Personenzugpaare mit Fahrzeiten von zirka 25 Minuten. Im Güterverkehr entwickelte sich die Strecke zur wichtigen Verbindung für den Transport des Schiefers. Während des Zweiten Weltkriegs wurde die Strecke ab 1943 genutzt, um das bei Lehesten gelegene KZ-Außenlager Laura mit Methylalkohol als Treibstoff für die dort montierten und getesteten Triebwerke der V2-Raketen zu versorgen. Für diese erhöhten Anforderungen kamen Lokomotiven der österreichischen Erzbergbahn der Baureihe 97.2 in den Frankenwald. Nach Kriegsende verblieben 97.216 und 97.218 in Thüringen und wurden dort auch ausgemustert. Auch der Transport von Häftlingen von und zu den Konzentrationslagern Bergen-Belsen und Buchenwald erfolgte über die Bahnstrecke.
Da nach der Besetzung Thüringens durch sowjetische Truppen am 3. Juli 1945 die Innerdeutsche Grenze entsprechend den alten Landesgrenzen die Streckentrasse querte, wurden die Zugverbindungen eingestellt. Erst am 17. Juni 1947 wurde der Güterzugverkehr mit einem Regelzugpaar und einem Bedarfszugpaar als Transitgüterverkehr zwischen Probstzella und Lehesten wieder aufgenommen. Am 12. Juli 1951 wurde der Transitverkehr – angeblich wegen illegaler Transporte von Flüchtlingsgut über Ludwigsstadt in die Bundesrepublik – endgültig eingestellt, bis zum 28. Mai 1952 erfolgte der Rückbau der Strecke in Thüringen. 
In den Schieferbrüchen von Lehesten arbeiteten etwa 200 Einwohner aus dem Landkreis Kronach. Anlässlich eines Besuches des Landrats des Landkreises Kronach am 11. Oktober 1956 in den Schieferbrüchen ließen der dortige Werkleiter sowie der ebenfalls anwesende Vorsitzende des Rates des Kreises Lobenstein Interesse an der Wiederaufnahme des Bahnbetriebs erkennen. In der Folge wurden die Bayerische Staatsregierung sowie die Bundesbahn-Hauptverwaltung zur Klärung dieser Frage eingeschaltet. Die Pläne scheiterten jedoch an politischen Vorbehalten aufseiten der DDR. Im Sommer 1961 wurde der Grenzverkehr für die Schieferbrüche über einen separaten Übergang bei Ziegelhütte unterbunden.
Auf dem Streckenabschnitt in Bayern erfolgte die offizielle Stilllegung zum 1. März 1971. Bis Anfang der 1960er Jahre wurde hier noch ein Güteranschlussverkehr zu einem Steinbruch bei Streckenkilometer 2,8 durchgeführt. Das über die Bundesstraße 85 führende Haßbachviadukt wurde aufgrund des geplanten Ausbaus der Bundesstraße am 2. April 1973 gesprengt. Danach wurde noch lange Zeit der Gleisanschluss der WELA-Suppenfabrik im Stadtgebiet von Ludwigsstadt (Strecken-Kilometer 0,2) bedient, bevor dieser letzte Streckenrest im Jahr 2011 abgebaut und die Anschlussweiche zur Frankenwaldbahn ausgebaut wurde.

## Relikte
In Lehesten sind das Bahnhofsgebäude mit angebautem Güterschuppen sowie der Lokschuppen erhalten. An die Torseite des Lokschuppens sind weitere Gebäude angebaut. Im Schuppen selbst befindet sich der Getränkemarkt Zum alten Lokschuppen.